# Бета-лактамні антибіотики

1 — пеніциліни,
2 — цефалоспорини.
β-лактамне кільце виділено червоним

Бета-лактамні антибіотики (β-лактамні антибіотики, β-лактами) — група антибіотиків, які об'єднує наявність у структурі β-лактамного кільця.
До бета-лактамів належать підгрупи пеніцилінів, цефалоспоринів, карбапенемів та монобактамів. Подібність хімічної структури визначає однаковий механізм дії всіх β-лактамів (порушення синтезу клітинної стінки бактерій), а також перехресну алергію до них у деяких пацієнтів.
Пеніциліни, цефалоспорини та монобактами чутливі до гідролізної дії особливих ферментів — β-лактамаз, що їх вироблюють низка бактерій. Карбапенеми мають значно вищу стійкість до дії β-лактамаз.
З урахуванням високої клінічної ефективності та низькій токсичності β-лактамні антибіотики складають основу антимікробної хімієтерапії на сучасному етапі, посідаючи провідне місце при лікуванні більшості інфекцій.
Станом на 2003 рік, більше половини антибіотиків у продажу належали до β-лактамів.